# 아방궁

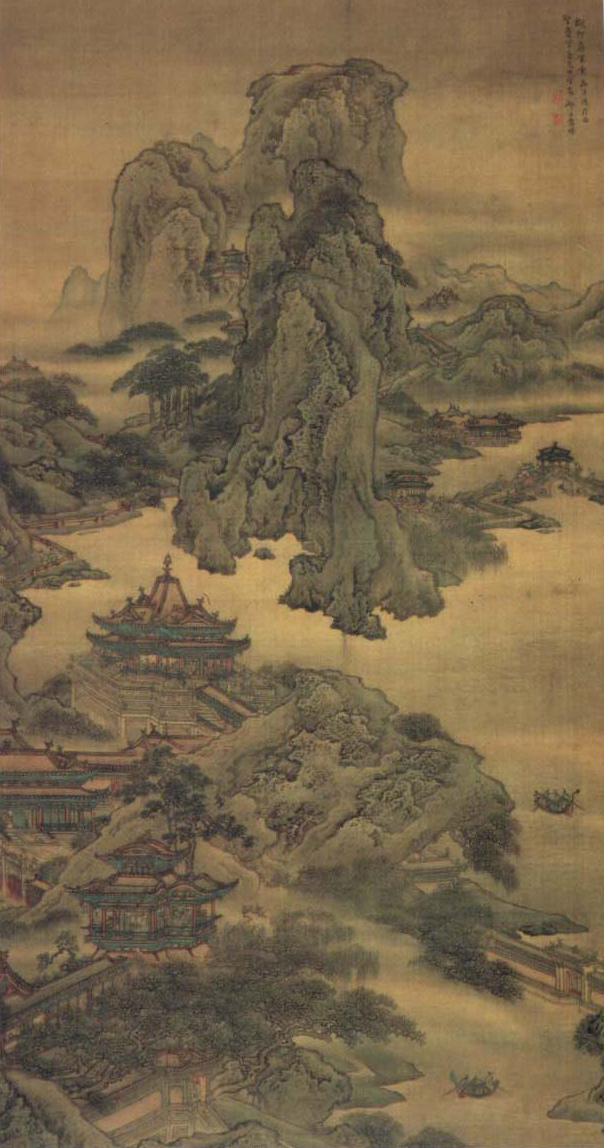
청나라 원요의 아방궁도

아방궁(중국어 간체자: 阿房宫, 병음: Ēfánggōng)은 진시황제가 세운 궁전이다. 함양과 위수 근처에 있었다. 유적은 섬서성 서안 시 서측 13km의 아방촌(阿房村)에 남아 있다. 진 시황제의 사후에도 끝이 없는 공사가 계속되었지만, 진이 멸망해서 미완성으로 끝났다. 1961년 중화인민공화국 국무원은 아방궁 유적을 전국중점문물보호단위로 지정하였다. 아방궁은 그 당시의 각지 건축 양식을 모두 반영하여 고대건축의 보고로 불리며 사치스러움에 대한 비판으로 비유한다.

## 개요
진 시황제가 제위하면서 효공이 세운 함양궁은 협소하다고 하여 황하 지류의 남측에 해당하는 상림원(上林苑)에 새로운 궁전 축조를 계획했다. 아방(阿房)의 땅에 궁전을 건설하려고 했지만, 진시황제 생전에 완성하지 못했다.

### 규모
《사기》에 의거하면, 궁전 건축물 규모는 동서로 5백보(3000척), 남북으로 50장(500척)이다. 미터법으로 환산하면, 동서로 600m~800m, 남북으로 113m~150m에 이른다.
그 궁전 위에는 10,000명이 앉을 수 있고 전하에는 높이 기 5장을 세울 수 있었다. 전 외에는 책목(柵木)을 세우고 복도를 만들어 이곳으로 남산에 이를 수 있고 복도를 만들어 아방에서 위수를 건너 함양궁에 연결되었다.

### 유흥 시설
그 건축에 동원된 인력 수는 70여 만에 달했다. 더욱더 여러 궁을 만들어 관중에 300개, 관외에 400여 개, 함양 부근 100리 내에 세운 궁전은 270여 개에 이르렀으므로, 민가 30,000호를 여읍(驪邑)에, 50,000호를 운양(雲陽)에 각각 이주시켰다. 각 6국의 궁전을 모방하여 6국에서 데려온 비빈을 모두 이곳으로 배치하였고 진 궁전을 만들어 진의 미인들을 그곳에 배치했다. 거기서, 조(趙)의 비(肥), 연의 수(痩), 오의 희(姫), 월의 여(女)를 위시해 각각 미를 겨루어 조가야현(朝歌夜絃), ‘삼십육궁혼의 봄’이라는 광경을 이곳에서 출현하게 했다. 두목의 ‘아방궁부’(阿房宮賦)에 한 노래가 반드시 과장은 아니다.

## 항우가 불태운 흔적이 없었던 아방궁 유적지
《사기》에 기술된 진 멸망 부분에 기록된 “아방궁을 주변의 만류에도 불구하고 초 항우가 의거해 불태워졌다”(3개월간, 불이 꺼지지 않았다고 한다)는 것이 현대까지 정설이었지만, “항우에 의거해서 불탄 것은 함양궁이고 아방궁은 불타지 않았다.”라는 학설이 2003년에 제기되었다.

## 테마 파크
또한, 현재 유적 부근에 아방궁을 재현한 테마파크가 만들어져 관광 명소화했다.